# Zara Mohammed
|  | No s'ha de confondre amb Zahra Mohammadi. |

Zara Mohammed   (Glasgow, 1991) és una líder religiosa escocesa que actualment exerceix com a secretària general del Consell Musulmà de Gran Bretanya (Muslim Council of Britain, MCB) des del 2021. És la primera dona que lidera l'organització en la seva història.

## Biografia
Els avis de Mohammed van emigrar a Gran Bretanya des de Multan, al Pakistan. Va néixer a Glasgow (Escòcia), i va estudiar a la Universitat de Strathclyde on es va graduar amb un LLB (Bachelor of Laws) en Dret dels Drets Humans. El 2016, es va convertir en la primera dona a dirigir la Federació de Societats Islàmiques d'Estudiants (Federation of Student Islamic Societies, FOSIS).
Mohammed va exercir anteriorment com a secretària general adjunt del Consell Musulmà de Gran Bretanya (MCB) i va ser escollida secretària general de l'organització el 2021 després de rebre la majoria dels vots d'afiliats sobre el seu competidor, Ajmal Masroor. Aquesta era la primera vegada que una dona ocupava el càrrec; Mohammed va ser, a més, la persona més jove i la primera escocesa que va ocupar aquest càrrec.
El 19 de febrer de 2021, Mohammed es va reunir amb el Paymaster General Penny Mordaunt, malgrat que el Govern havia tallat els llaços amb MCB des del 2009, després que un dels seus líders presumptament recolzés la violència contra Israel.

## Controvèrsia aWoman's Hour
El 4 de febrer de 2021, Mohammed va aparèixer com a convidada al programa Woman's Hour de BBC Radio 4 per parlar de la seva elecció com a secretària general. Durant l'entrevista, la presentadora Emma Barnett va preguntar i interrompre repetidament a Mohammed sobre el nombre de dones imams al Regne Unit. Les imatges de l'entrevista es van penjar a la pàgina de Twitter de Woman's Hours, però es van eliminar després de la posterior reacció per l'hostilitat percebuda de Barnett.
Posteriorment, es va publicar una carta oberta criticant la línia de preguntes i el to de Barnett durant l'entrevista. Entre les signants hi havia les polítiques Sayeeda Warsi i Diane Abbott, l'escriptora Yassmin Abdel-Magied i l'humorista Deborah Frances-White. Un portaveu de la BBC va dir que la corporació respondria «en el seu moment».